# Joe Pass
Joe Pass, właśc. Joseph Anthony Jacobi Passalaqua (ur. 13 stycznia 1929 w New Brunswick, zm. 23 maja 1994 w Los Angeles) – amerykański gitarzysta jazzowy. Jest postrzegany powszechnie jako jeden z najlepszych technicznie gitarzystów w historii muzyki jazzowej. Zmarł na raka.

## Dzieciństwo i wczesne lata życia
Joe Pass, syn Mariano Passa, urodzonego na Sycylii robotnika, dorastał w Johnstown w stanie Pensylwania. Urodzony w rodzinie bez żadnych tradycji muzycznych, zaczął grać na gitarze pod wpływem Gene’a Autry’ego – aktora kojarzonego przede wszystkim z rolami grających na gitarze kowbojów. Pierwszy instrument Joe Pass dostał na dziewiąte urodziny.
Już około 14. roku życia Pass zaczął koncertować z takimi muzykami, jak Tony Pastor czy Charlie Barnet, ciągle przy tym doskonaląc swoje umiejętności. Rosnąca sława nie pozostała bez wpływu na młodego człowieka i w latach 50. zaczął mieć problemy z nadużywaniem narkotyków. Znalazł się w końcu w klinice Synanon na dwuipółletnim programie odwykowym. Po udanej kuracji powrócił na scenę – w 1962 wydał album The Sounds of Synanon.

## Lata 60. i 70.
W latach 60. Pass nagrał serię albumów dla Pacific Jazz Label, otrzymując przy okazji w 1963 nagrodę „New Star” magazynu „Down Beat”. Nagrywał gościnnie w tym czasie również m.in. z Geraldem Wilsonem, Budem Shankiem i Lesem McCannem, udzielając się również w nagraniach telewizyjnych. Współpracował m.in. z Frankiem Sinatrą i Sarah Vaughan. We wczesnych latach 70. Pass wraz z innym gitarzystą, Herbem Ellisem, regularnie występował w „Donte's Jazz Club” w Los Angeles. Ta współpraca doprowadziła do wydania albumu dla nowej wytwórni płytowej, Concord. W nagraniach uczestniczyli również kontrabasista Ray Brown i perkusista Jake Hanna. Ponadto Joe w tym czasie współpracował twórczo przy powstaniu serii książek muzycznych, z których jedna - Joe Pass Guitar Style - napisana wspólnie z Billem Thrasherem, do dziś jest uważana za kluczową pozycję dla osób pragnących zagłębić tajniki improwizacji.
Z wartościowszych albumów wydanych w tamtym czasie należy wymienić Virtuoso i Trio z 1974. Album Trio, na którym poza Passem wystąpili Oscar Peterson i Niels-Henning Ørsted Pedersen, zdobył m.in. nagrodę Grammy jako najlepsza płyta jazzowa. Pass współpracował wtedy również z takimi artystami jak Duke Ellington, Dizzy Gillespie, Count Basie czy Ella Fitzgerald, z którą nagrał cztery płyty.

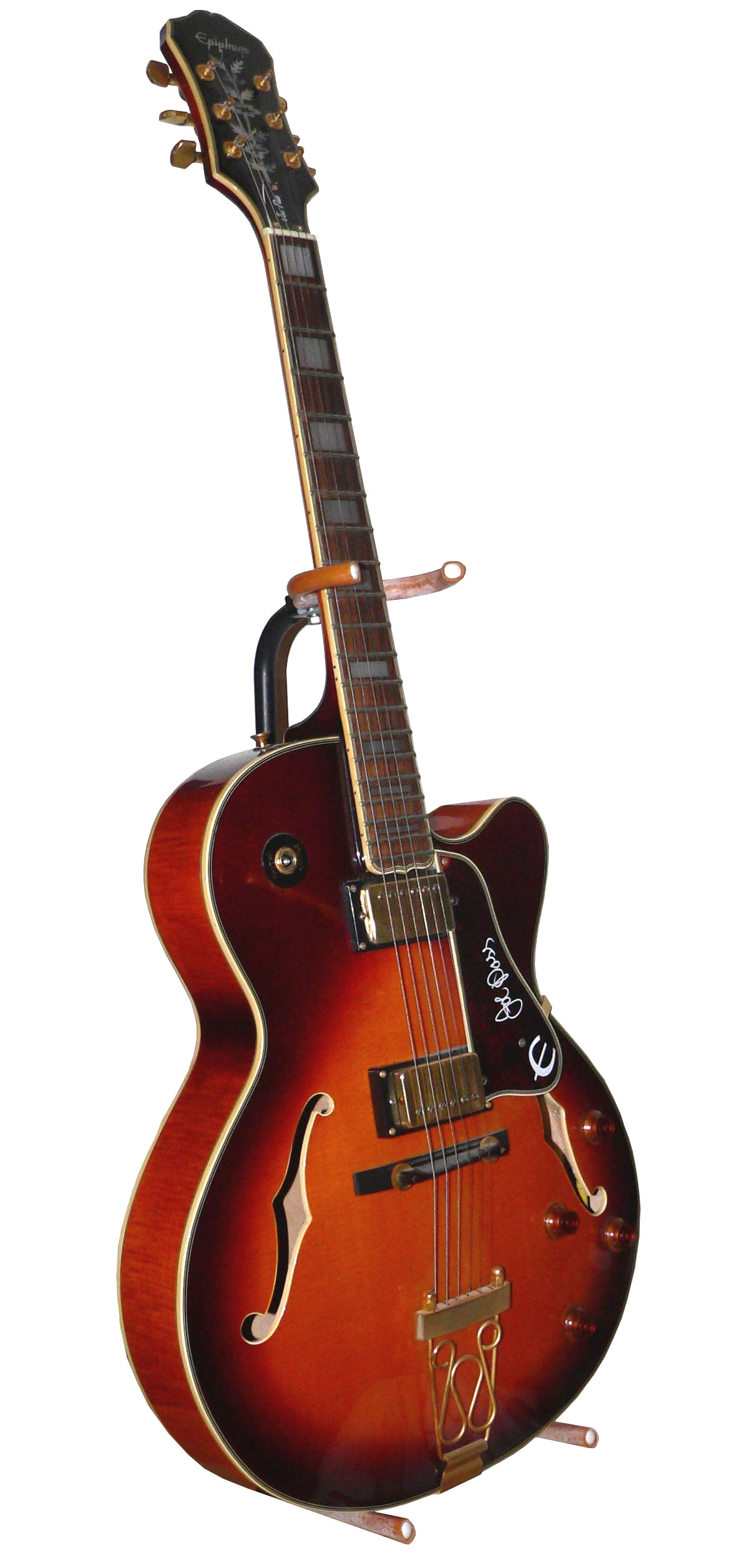
Gitara Epiphone Emperor „Joe Pass”

## Wybrana dyskografia
Albumy solowe
- The Stones Jazz
- Virtuoso
- Virtuoso II
- Virtuoso III
- Virtuoso IV
- Virtuoso Live!
- At Montreux Jazz Festival
- Montreux ’77 - Live
- I Remember Charlie Parker
- University of Akron Concert
- Blues for Fred
- What Is There to Say
- Songs for Ellen
- Unforgettable
- Blues Dues
- Joe Pass Guitar Interludes

Z Oscarem Petersonem
- A Salle Pleyel
- Porgy and Bess
- The Good Life (plus Niels-Henning Ørsted Pedersen)
- The Trio
- The Paris Concert (plus Niels-Henning Ørsted Pedersen)
- The Giants (plus Ray Brown)
- If You Could See Me Now (plus Niels-Henning Ørsted Pedersen i Martin Drew)

Z Nielsem-Henningem Ørstedem Pedersenem
- Chops
- Northsea Nights
- Digital III at Montreux, 1979
- Eximious

Z Ellą Fitzgerald
- Take Love Easy (1973)
- Sophisticated Lady
- Fitzgerald and Pass...Again (1976)
- Speak Love (1983)
- Easy Living (1986)

Z innymi muzykami
- Sounds of Synanon (plus Arnold Ross, Dave Allan)
- Moment of Truth (plus the Gerald Wilson Orchestra)
- Portraits (plus Gerald Wilson Orchestra)
- On Stage (plus Gerald Wilson Orchestra)
- Somethin' Special (plus Les McCann)
- On Time (plus Les McCann)
- Jazz As I Feel It (plus Les McCann)
- For Django (Joe Pass Quartet, plus John Pisano, Jim Hughart i Colin Bailey)
- Simplicity (Joe Pass Quartet, gościnnie Clare Fischer)
- Catch Me! (plus Clare Fischer, Ralph Pena i Larry Bunker)
- Brassamba (plus Bud Shank)
- Folk 'n' Flute (plus Bud Shank)
- Intercontinental (Joe Pass Trio)
- Joe's Blues (plus Herb Ellis)
- Jazz Concord (plus Herb Ellis, Ray Brown i Jake Hanna)
- Seven Come Eleven (plus Herb Ellis)
- Two for the Road (plus Herb Ellis)
- Ira, George And Joe (plus John Pisano)
- Summer Nights (plus John Pisano)
- Appassionato (plus John Pisano)
- Duets (plus John Pisano)
- Live at Yoshi's (plus John Pisano)
- My Song (plus John Pisano)
- Tudo Bem (plus Paulinho Da Costa) (1992)